# Germaine Copée-Gerbinet
Germaine Victorine Gerbinet (Flémalle-Haute, 22 juli 1909 – Ensival, 3 mei 1983), genaamd Copée-Gerbinet, was een Belgisch volksvertegenwoordiger.

## Levensloop
Germaine Gerbinet groeide op in een socialistische arbeidersfamilie en huwde in 1930 met Jules Coppée, bediende bij de socialistische mutualiteit in Verviers. Vanaf haar jeugd bezocht ze het Volkshuis en ze sloot zich aan bij verschillende socialistische verenigingen. Gerbinet, die het diploma van lerares in het middelbaar onderwijs behaalde, werd gerante van een coöperatieve winkel en was vanaf april 1947 bestendig secretaris en vanaf 1950 voorzitter van de Socialistische Vooruitziende Vrouwen (SVV) in Verviers, waarvan ze in 1934 lid was geworden. 
Zij was tevens secretaris van de ziekenkas van de Socialistische Vooruitziende Vrouwen in Verviers en stichtte in Verviers het Maison de la femme et de l’enfant, waar de SVV gezinshulp aanbood. Van 1947 tot 1957 baatte ze een vakantiecentrum uit voor kinderen, jongeren en gezinnen van SVV-leden  Daarnaast was ze lid van het provinciaal comité van het Nationaal Werk voor Kinderwelzijn en in juni 1935 werd ze lid van de beheerraad van de socialistische mutualiteit in Verviers. Vanaf juli 1955 zat ze de familiehulpdienst van de regio Verviers voor. Van 1946 tot 1964 was Copée-Gerbinet gemeenteraadslid van Ensival, waar ze in juli 1958 voorzitter werd van de commissie voor sociaal werk.
In 1950 werd ze voor de PSB verkozen tot volksvertegenwoordiger voor het arrondissement Verviers. Copée-Gerbinet bleef in de Kamer zetelen tot in 1974 en van 1971 tot 1974 was ze er ondervoorzitter. Ze was een actief parlementslid die deel uitmaakte van de commissie Arbeid en Tewerkstelling, Volksgezondheid, Gezin, Sociale Voorzorg, Openbaar Onderwijs en Landsverdediging. Copée-Gerbinet verdedigde de belangen van de textielindustrie, een belangrijke leverancier van jobs in haar regio en waar de helft van de werkkrachten vrouw was. Ze diende een wetsvoorstel in ter afschaffing van de dubbele belasting op het loon van echtelieden, dat in 1956 werd overgenomen door de regering-Van Acker IV, die het voorstel koppelde aan een ander voorstel om aan vrouwen en mannen dezelfde werkloosheidsuitkeringen toe te kennen, om gezinstoeslagen toe te kennen aan kinderen met onbekende vaders, over gelijke verloning, de opschorting van arbeidsovereenkomsten in het geval van zwangerschap en bevalling en over de wijziging van de wet ter toekenning van uitkeringen aan een personen met een beperking. Ook interpelleerde Copée-Gerbinet de opeenvolgende regeringen over het beleid ten aanzien van de gezondheid van kinderen en problemen in het onderwijs. Daarenboven zetelde ze van 1968 tot 1973 in het bureau van de PSB en was ze lid van de Waalse Gewestelijke Economische Raad.
In 1974 nam Copée-Gerbinet afscheid van de politiek. In mei 1983 overleed ze op 73-jarige leeftijd aan een slepende ziekte.